# Gneisenau (F 212)
La Fragata Gneisenau (F 212) de la Bundesmarine fue un buque escuela que recibió su nombre en honor al mariscal August Neidhardt von Gneisenau (1760–1831).

## Historia
Alemania tomó el control del Gneisenau en el contexto del rearme de la República Federal de Alemania bajo la tutela del Reino Unido. Tras su servicio durante los años finales de la Segunda Guerra Mundial en la Royal Navy como destructor de escolta, el HMS Oakley (II), de la clase Hunt, fue dado de alta en la Bundesmarine en 1958 como escuela naval de artillería. En 1966 fue puesto en reserva, y en 1972 fue dado de baja y desguazado en los Países Bajos.

## Otros buques con el nombre deGneisenau
- Buque escuela SMS Gneisenau (1875-1900)
- Crucero acorazado SMS Gneisenau (1906-1914)
- Acorazado Gneisenau (1934-1945)